# La Pérouille
La Pérouille é uma comuna francesa na região administrativa do Centro, no departamento Indre. Estende-se por uma área de 21 km². Em 2010 a comuna tinha 467 habitantes (densidade: 22,2 hab./km²).